# Patins à glace

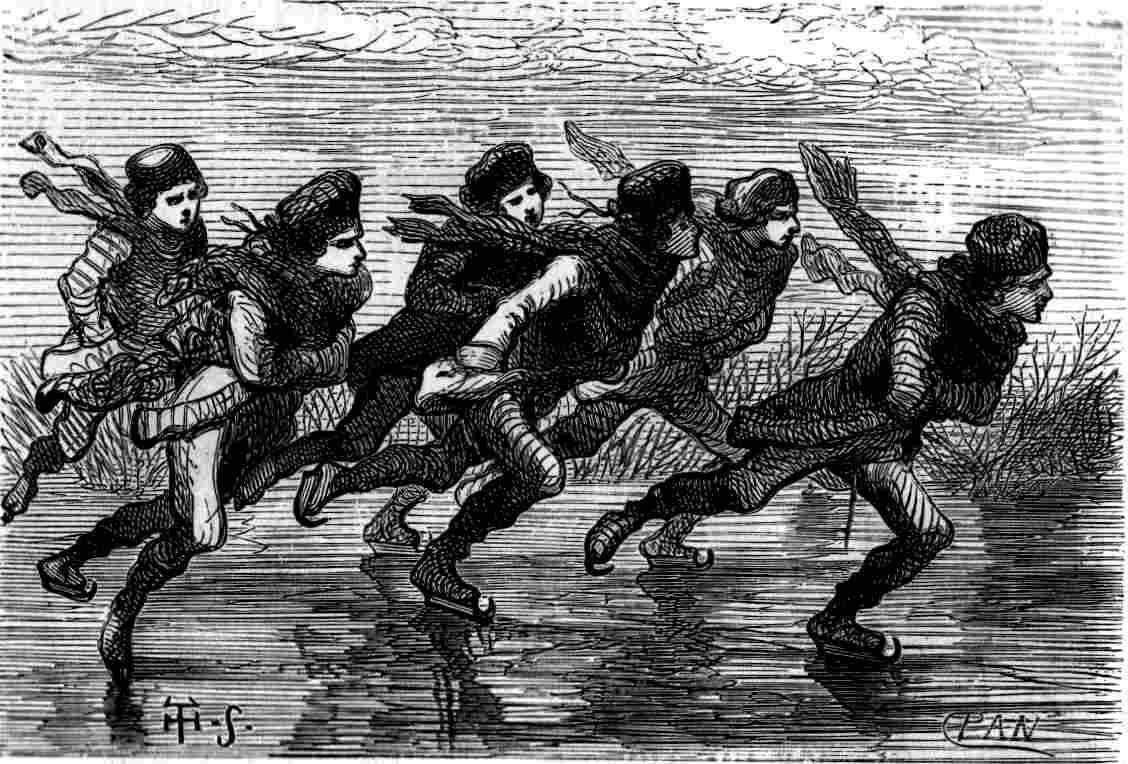
Patineurs. Gravure de 1876.

Les patins à glace sont des chaussures montées sur lames et utilisées pour se déplacer sur la glace.

## Origines

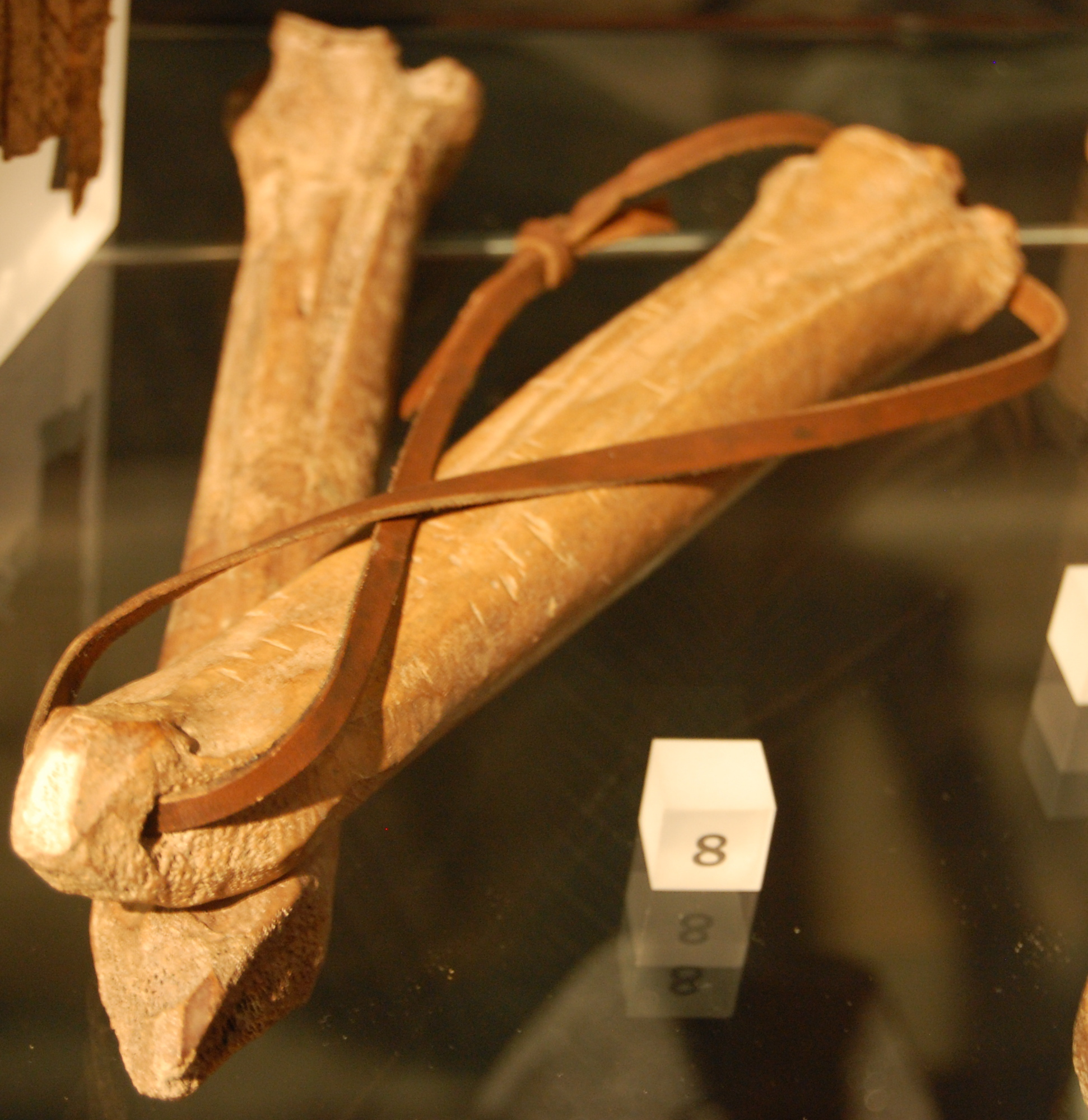
Des patins en os du Musée de Londres.

Le patinage naît vers 5 000 av. J.-C. en Finlande : en raison du grand nombre de lacs sur le territoire, les peuples trouvent un moyen de traverser les lacs gelés plutôt que de tous les contourner.
La plus ancienne paire de patins trouvée vient d'un lac de Suisse et date d'environ 3 000 av. J.-C. Ces patins sont faits d'os de la patte de vache ou de cheval, portant un trou à chaque extrémité, qui sert à les accrocher aux chaussures avec des lanières de cuir.
Des patins à glace sont attestés à Saint-Denis dès l'époque carolingienne (751 apr. J.-C.). Découverts lors de fouilles archéologiques, ils sont composés :
- d'une lame aménagée dans un radius de bœuf ou de cheval ;
- d'une chaussure en cuir posée sur la lame et parfois attachée par une lanière.

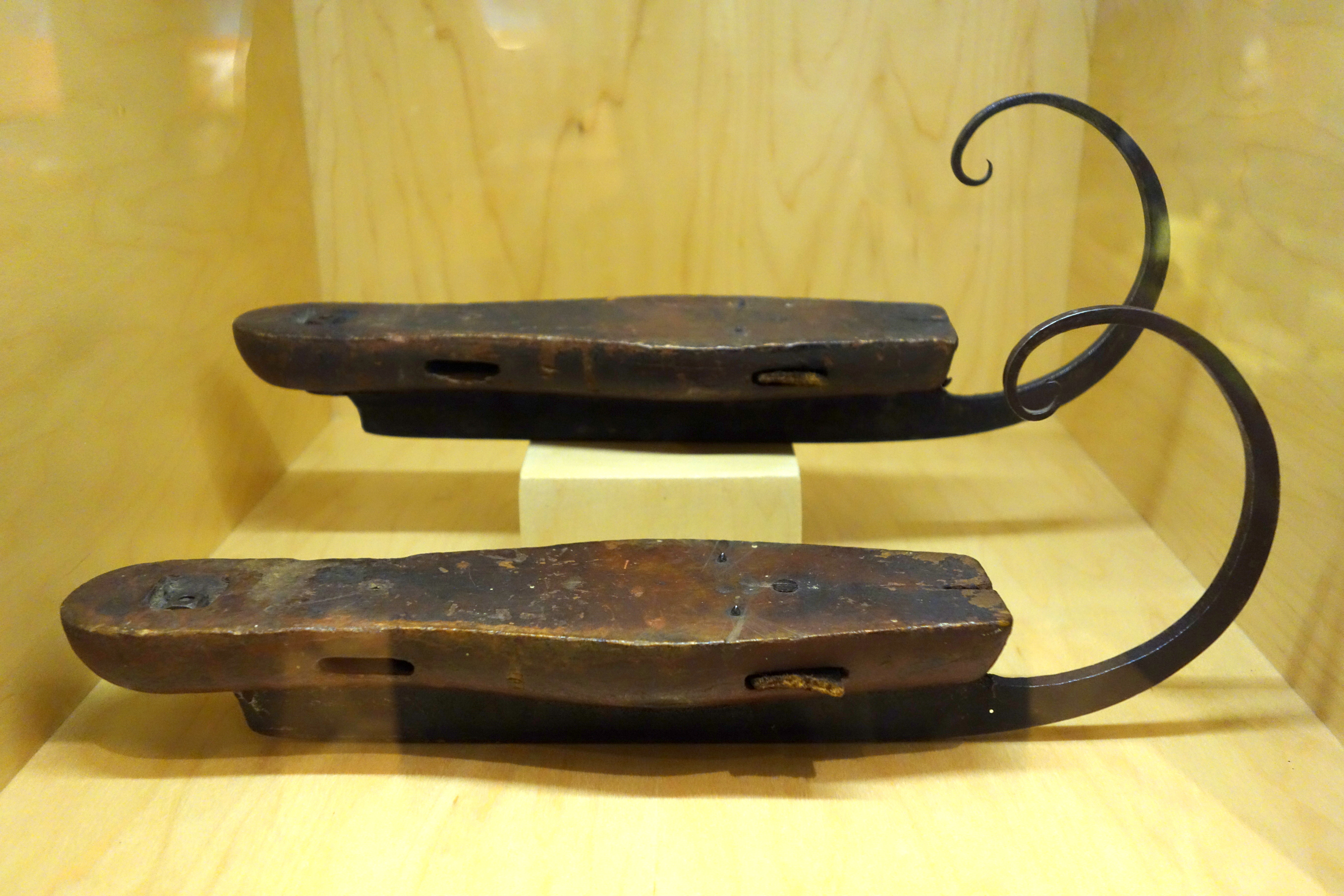
Patins néerlandais du XIXe siècle.

Au quatorzième siècle, les Néerlandais commencent à ajouter une partie d'acier coupant à leurs patins : de cette façon, ils peuvent couper la glace et utiliser la force de leurs jambes plutôt que glisser en s'aidant de bâtons pour se propulser en avant. La poussée sur le côté devient la norme du patinage : c'est le début de l'ère moderne des patins à glace.
Jusqu'au milieu du XIXe siècle, la partie en métal du patin est accrochée à un morceau en bois, lui-même attaché à l'aide de lanières en cuir à la botte. En 1850, E.W. Bushnell invente le patin tout en métal à Philadelphie.

## Types de patins

### Patinage artistique

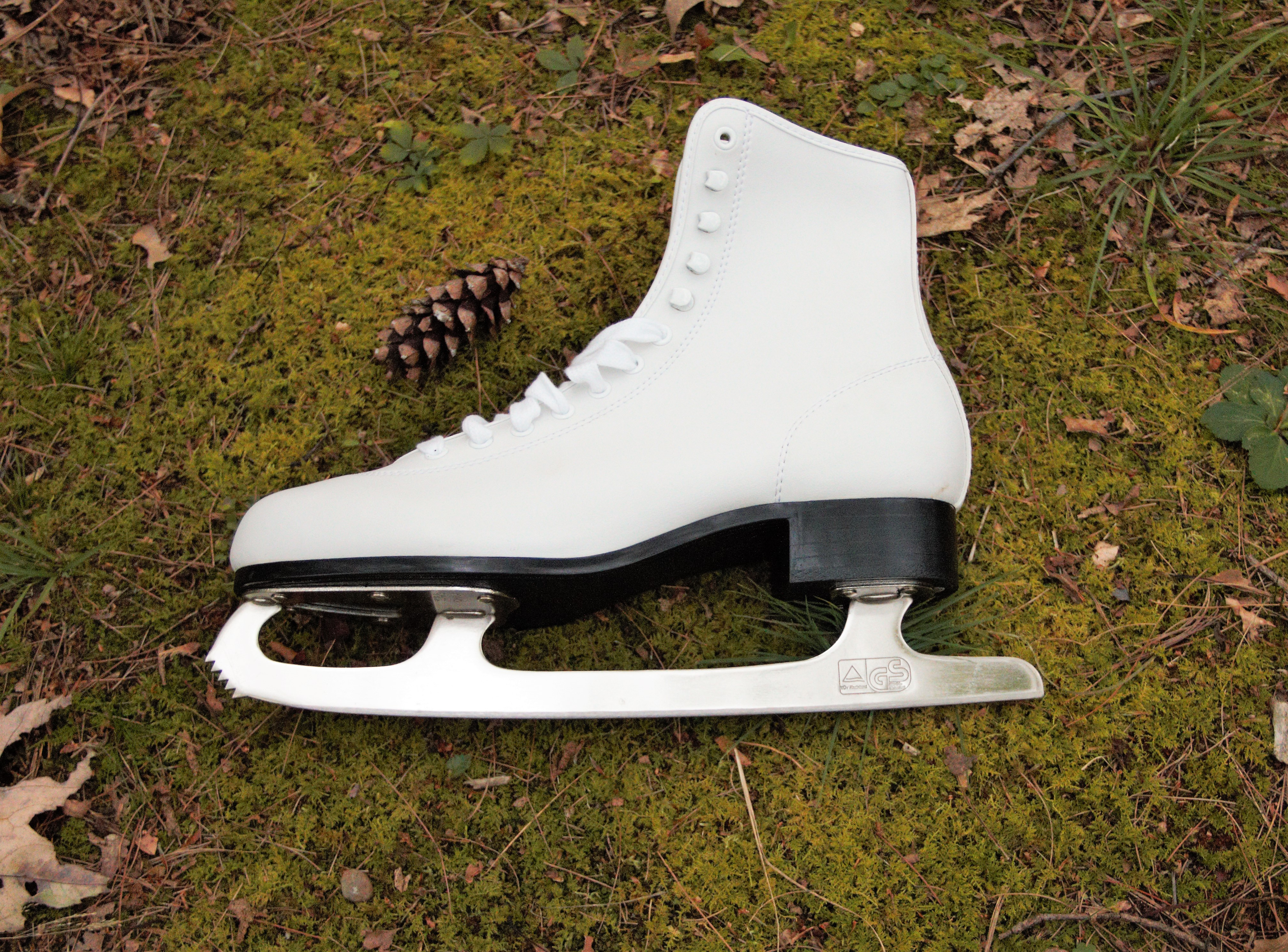
Patin artistique.

Jackson Haines, un patineur américain, est le père fondateur du patinage artistique. Dans les années 1870, il ajoute les dents de pointe à l'extrémité avant de la lame : elles permettent d'effectuer des sauts.
En 1914, John Strauss, un fabricant de lames de St. Paul, invente la première lame en un seul bloc, qui rend les patins plus solides et plus légers.
Le patin de patinage artistique, qui est aussi le plus utilisé pour le patinage de loisir, se distingue par la présence de dents de pointe à l'extrémité avant de la lame. La lame fait environ 4 millimètres d'épaisseur. Elle est légèrement creusée en son centre, avec des côtés aiguisés. La lame fait environ la même longueur que le chausson auquel elle est attachée, et le chausson est traditionnellement blanc pour les femmes et noir pour les hommes. Le patin est renforcé sous l'arche du pied et le talon. La bottine est le plus souvent faite de cuir et se veut la plus légère possible.
Certains patins de danse sur glace, une discipline sans sauts qui nécessite plus de flexibilité, sont coupés plus bas pour donner plus de mobilité à la cheville.

### Patinage de vitesse

#### Sur piste longue

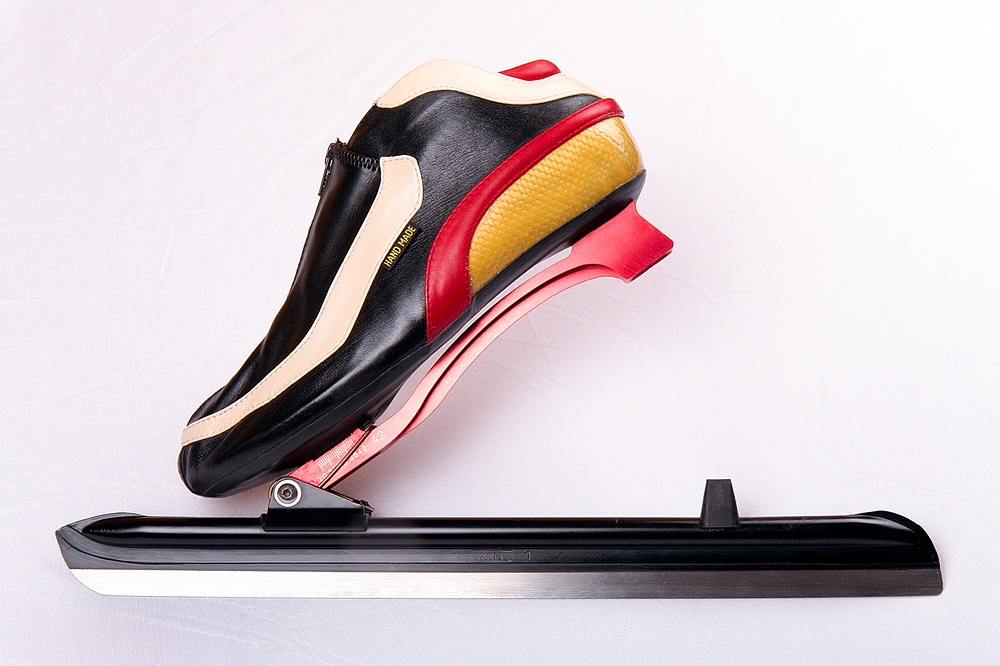
Patin clap.

Le patin de vitesse a une coupe très basse qui permet une mobilité presque totale de la cheville. Sa lame est bien plus longue que le chausson, mesurant environ 45 centimètres pour les hommes. Elle ne fait qu'un millimètre d'épaisseur.
Le patin clap naît en 1981 comme thèse du doctorant néerlandais Gerrit Jan van Ingen Schenau. En 1984, le patin clap fait son apparition dans les compétitions de patinage de vitesse.
Au cours de la saison 1996-1997, la faculté des sciences de mouvement de l'université libre d'Amsterdam conçoit des patins claps fonctionnels qui sont utilisés par l'équipe nationale néerlandaise. En août 1997, l'Union internationale de patinage homologue le patin clap à temps pour les Jeux olympiques de 1998. Lors de ces Jeux, neuf des dix épreuves voient tomber leur record du monde avec des patins clap.
La lame est accrochée uniquement à l'avant à la botte au moyen d'une charnière, sur le modèle d'un ski de fond. Le bruit de claquement produit quand le talon se pose sur la lame à la fin de chaque poussée vaut au patin le nom de patin clap. L'intérêt de cette accroche unique est d'assurer un contact prolongé de la lame avec la glace.

#### Sur piste courte

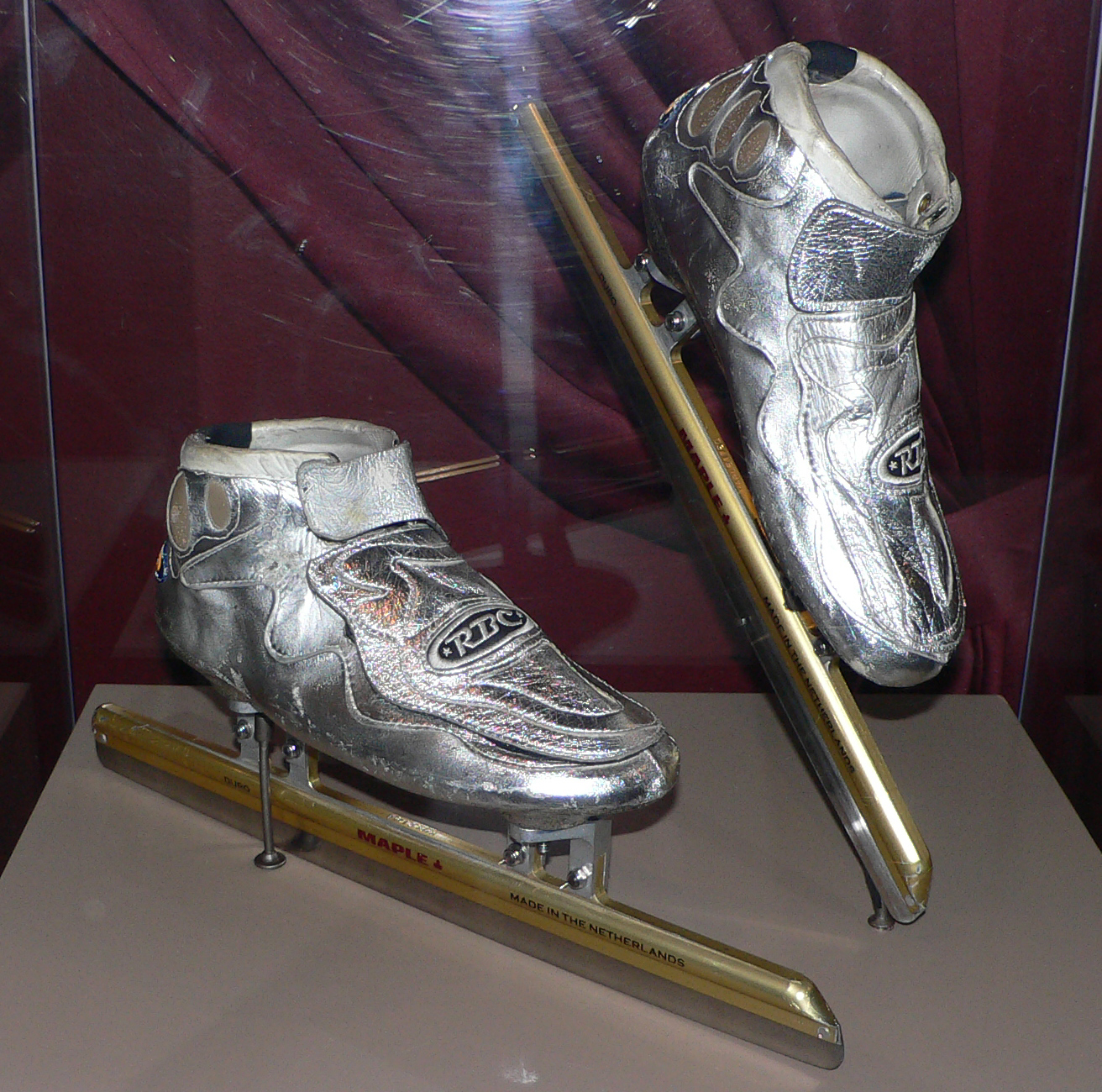
Les patins de vitesse sur piste courte de Apolo Ohno.

Le patin de short-track est différent du patin clap : il est accroché à l'avant et à l'arrière du patin. Les raisons de cette configuration différente sont pratiques et sécuritaires : les virages d'une piste courte sont serrés et nécessitent moins de puissance mais plus de précision.
Les lames des patins de short-track sont courbées dans la direction des virages pour faciliter ces derniers. Ils sont décalés vers la gauche pour que le patin ne touche pas la glace dans les virages pris rapidement.

### Hockey sur glace

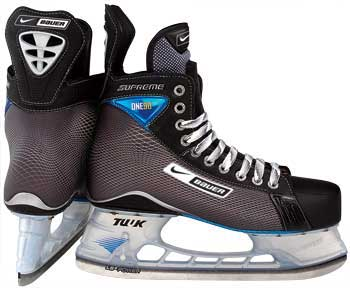
Patins de hockey sur glace

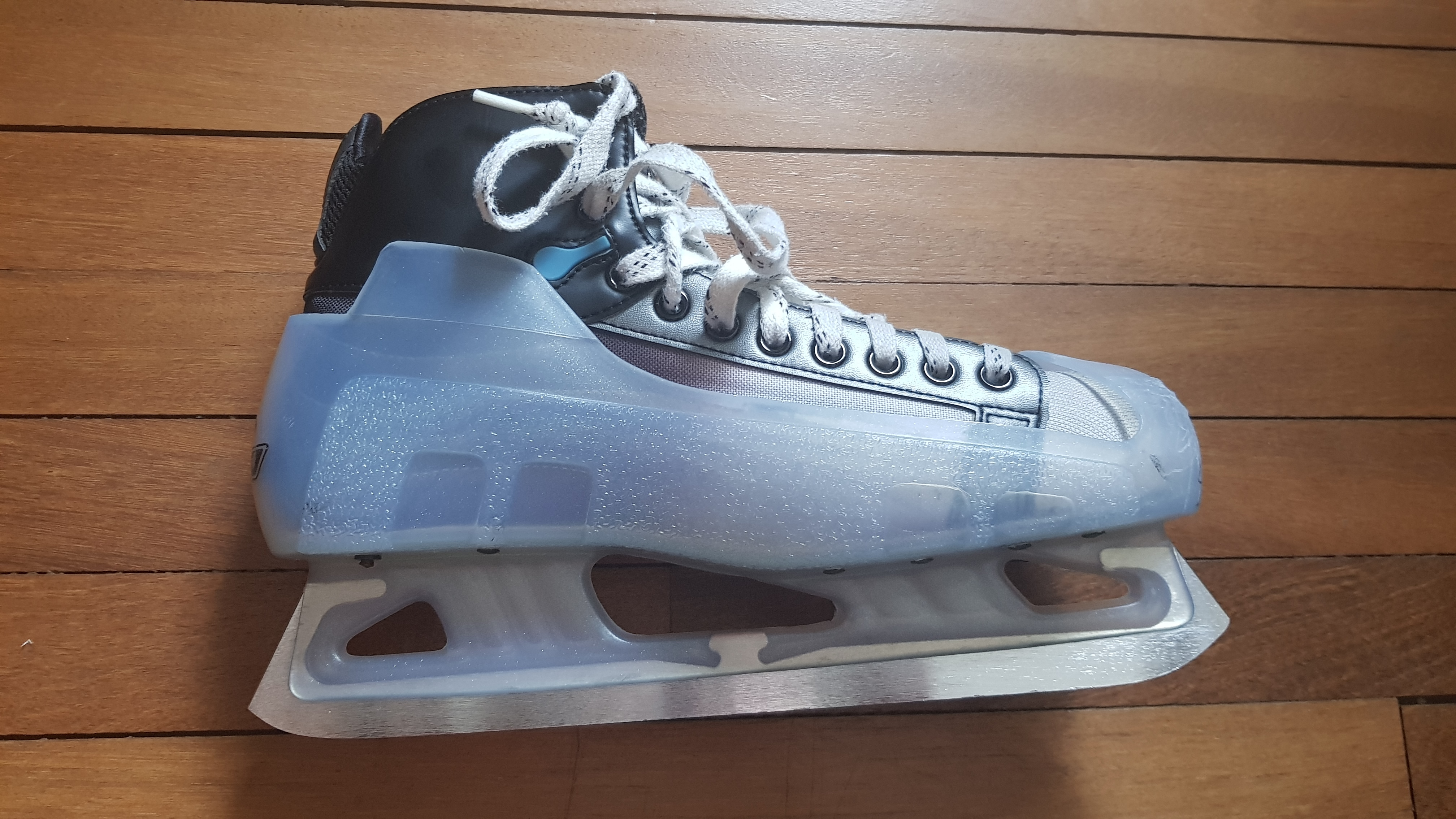
Patin de gardien de hockey sur glace

Au cours du dernier quart du vingtième siècle, la forme des patins de hockey évolue énormément : les lames à structure tubulaire sont remplacées par des matériaux synthétiques accrochés au patin, ce qui en fait les seuls patins de compétition où les lames et la botte sont indissociables. La botte elle-même est en cuir ou en plastique, parfois en nylon.
Le patin de hockey est une botte très dure : sa dureté réduit sa mobilité mais augmente la protection des patineurs face à un coup de crosse, de lame ou de palet. Sa lame est un peu plus courte que le chausson et très incurvée, ce qui permet de faire des virages très serrés. Pour permettre la mobilité de la cheville, nécessaire aux virages serrés réalisés en hockey sur glace, le patin est « découpé » sur les faces internes et externes de la botte au niveau de celle-ci .
Les patins utilisés par les gardiens de but sont différents : au niveau de la cheville, ils sont coupés plus bas qu'un patin de hockey normal et la botte se trouve plus près de la glace pour un centre de gravité plus bas. La botte elle-même est ceinte de plastique durci afin de protéger le pied en cas de tir. La lame est généralement plus longue et est moins courbée afin de permettre au gardien de but de se déplacer plus facilement d'un côté à l'autre de son embut.

## Place dans l'art
Dans une de ses peintures, Jérôme Bosch inclut un personnage chaussé de patins à glace de l'époque, en bois et os.

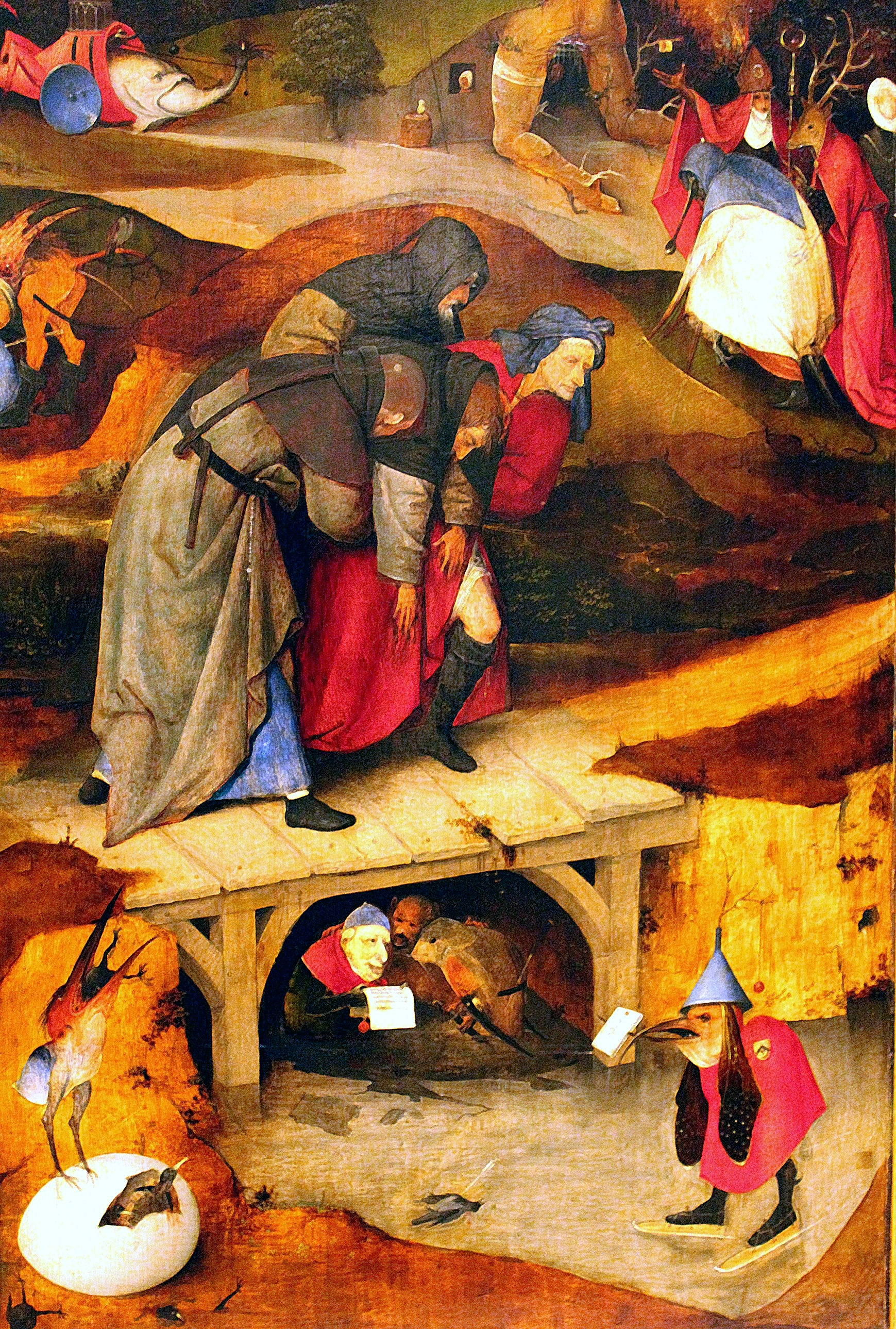
Dans cette peinture de Jérôme Bosch, en bas à droite, un personnage est chaussé de patins à glace.